# Rutger Edinger

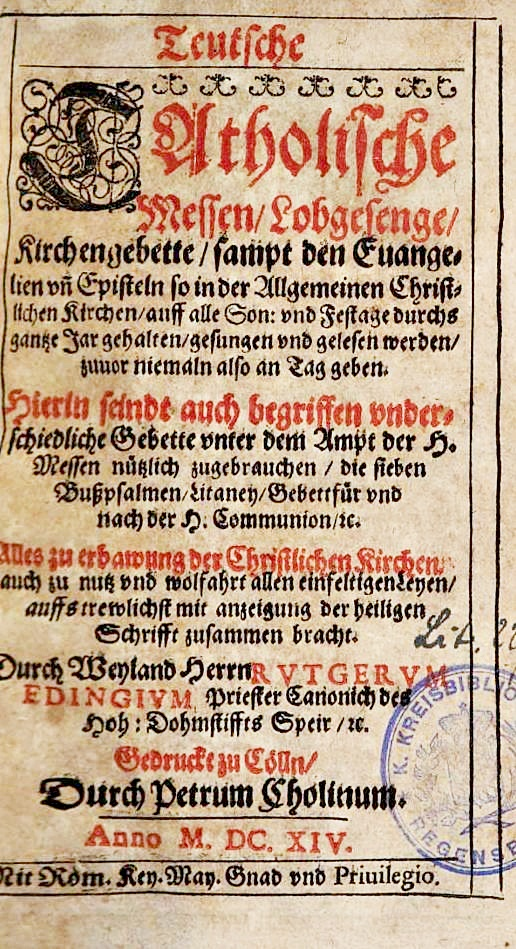
Rutger Edinger, Buch-Titelblatt 1614

Rutger Edinger, auch Rudger Eding (* um 1545 vermutlich in Köln; † vor 1614), war ein katholischer Priester und theologischer Schriftsteller.

## Leben
Er stammte vermutlich aus Köln, wo er in Verbindung zu dem Kloster St. Pantaleon stand. 1572–1574 wirkte Edinger nachweislich als Geistlicher in Xanten und hielt sich 1583 wieder in Köln auf. Bis zu dessen Tod unterhielt Edinger regen Kontakt mit dem gelehrten Kölner Jesuiten Johannes Rethius († 1576); hiervon zeugen auch erhaltene Briefe aus der Xantener Zeit.
1587 erscheint der Priester als Vikar des St. Laurentius Altars im Dom zu Speyer und wurde an Stelle des verstorbenen Philipp Simonis zum Sekretär bzw. Notar des Domstiftes bestellt. Eine Urkunde von 1596 bezeichnet ihn als Vikar an der Domkirche und Fabrikmeister (magister fabricae). 1598 amtierte Rutger Edinger als Sexpräbendar (Kathedralpriester) am Speyerer Dom, im gleichen Jahr machte er eine namhafte Stiftung zugunsten des dortigen Franziskanerklosters und dotierte an dessen Kirche auch eine Predigerpfründe. Der Konvent wurde dadurch renoviert und in die Lage versetzt, wieder neue Brüder aufnehmen sowie eine „Trivialschule“ gründen zu können. Am 29. und 30. Mai 1599 nennen zwei Kölner Urkunden Rutger Edinger als Empfänger von Geldanweisungen; möglicherweise Tantiemen für seine Bücher. Am 14. März 1604 erscheint er in einer Gültverschreibung zu Berghausen bei Speyer. 1614 war Edinger bereits tot, da auf dem Titelblatt der in jenem Jahr verausgabten Auflage seines Missale steht, es sei von „Weyland Herrn Rutgerum Edingium Priester Canonich des Hohen Dhomstiffts Speir“ verfasst worden.
Die genaue Todeszeit und der Sterbeort sind unbekannt. Laut dem Franziskaner-Chronisten Franz Anton (Malachias) Tschamser wurde er in der Speyerer Franziskanerkirche beigesetzt, starb also vermutlich auch in der Stadt.

## Wirken als Schriftsteller
Rutger Edinger ist bedeutend durch seine Übertragungen von lateinischen liturgischen Texten, Antiphonen, Liedern und Psalmen ins Deutsche, um sie den Gläubigen näher zu bringen.
1572 publizierte Edinger, unter der Bezeichnung Teutsche Evangelische Messen, Lobsenge und Kirchengebete … ein Missale in Deutsch, das außer den übersetzten Messtexten auch noch 130 deutsche Hymnen (Lieder) enthielt. Es erlebte mehrere Auflagen und erschien 1614 nochmals posthum unter dem nunmehr abgeänderten Titel Teutsche Catholische Messen, Lobgesenge, Kirchengebette: sampt den Evangelien und Episteln, so in der Allgemeinen Christlichen Kirchen, auff alle Son und Festtage durchs gantze Jar gehalten, gesungen und gelesen werden. 1574 veröffentlichte er die erste katholische Reimübersetzung der Psalmen. Ebenso verfasste er ein Christliches Betbüchlein, dessen Gebete aus dem Neuen Testament und den Kirchenvätern zusammengestellt waren. Diesem hing ein Katechismus des Gerhard Busaeus an, den er aus dem Niederländischen ins Hochdeutsche übertragen hatte. Von ihm übersetzte und publizierte Edinger noch andere Schriften. Schon 1572 hatte er auch eine deutsche Übersetzung des lateinischen Gebetbuches Außerlesen guldin Schatzbüchlin christlichen andechtigen catholischen Gebete von Simeon Verepaeus besorgt, die mehrfach aufgelegt wurde. Ebenfalls 1574 erfolgte eine deutsche Übersetzung der Nachfolge Christi des Thomas von Kempen.
Rutger Edingers Bücher sind ausnahmslos in Köln gedruckt und verlegt, hauptsächlich bei Maternus Cholinus,  die posthume Auflage des Missale bei dessen Enkel Petrus Cholinus.

## Werke
- „Teutsche Catholische Messen, Lobgesenge, Kirchengebette...“, Petrus Cholinus, Köln 1614 (Digitalisat)
- „Simonis Verrepaei Außerlesen guldin Schatzbüchlin christlichen andechtigen catholischen Gebete“, Maternus Cholinus, Köln 1574, Übersetzung eines Werkes von Simeon Verepaeus (Digitalisat)
- „Einfältiger jedoch grundtlicher Bericht auß der H. Schrifft und alten Kirchenlehrern wie ein frommer Ley mit gutem Gewissen das allerhochehrnwürdigst heyligst Sacrament des Altars under einer Gstalt empfahen mag“, Maternus Cholinus, Köln 1574, Übersetzung einer Schrift von Gerhard Busaeus (Digitalisat)